# Île Beaufort
Pour les articles homonymes, voir Beaufort.
L'île Beaufort est une île inhabitée de l'archipel de Ross, dans la mer de Ross et dans la dépendance de Ross, en Nouvelle-Zélande. Elle se situe à 19,3 km au nord du cap Bird de l'île de Ross.

## Histoire
Elle fut découverte par James Clark Ross en 1841, qui la nomma en honneur du capitaine Francis Beaufort de la Royal Navy, hydrographe de l'Amirauté.

## Géographie
Le point culminant de l'île, le pic Paton (771 mètres), porte le nom de James Paton.